# Jacob Plange-Rhule
Jacob Plange-Rhule (né le 27 juillet 1957 à Winneba et mort le 10 avril 2020 à Accra) est un médecin spécialisé en néphrologie et un universitaire ghanéen.

## Biographie
Diplômé en médecine et chirurgie de l'Université des sciences et technologies Kwame Nkrumah (Kumasi) en 1984, il obtient un doctorat en physiologie du rein de l'Université Victoria de Manchester.
Président de l'Association médicale du Ghana et de l'Association ghanéenne du rein, il exerce au département de médecine de l'hôpital universitaire Komfo Anokye à Kumasi. Il y fonde la clinique du rein et de l'hypertension, qu'il dirige pendant plus de vingt ans. Il dirige également le département de physiologie de l'École de médecine de Kumasi.
À partir de 2015 et jusqu'à sa mort, il est recteur du Collège des médecins et chirurgiens du Ghana.
Il meurt le 10 avril 2020 après avoir contracté le covid-19.